# Highcroft Racing

Логотип команды

Patrón Highcroft Racing — автоспортивная организация, выставляющая гоночную команду в нескольких ле-мановских автогоночных сериях. На сегодняшний день команда выставляет одну машину на полном расписании в ALMS и в суточном марафоне в Ле-Мане.
Организация базируется в Данбери, штат Коннектикут.

## История

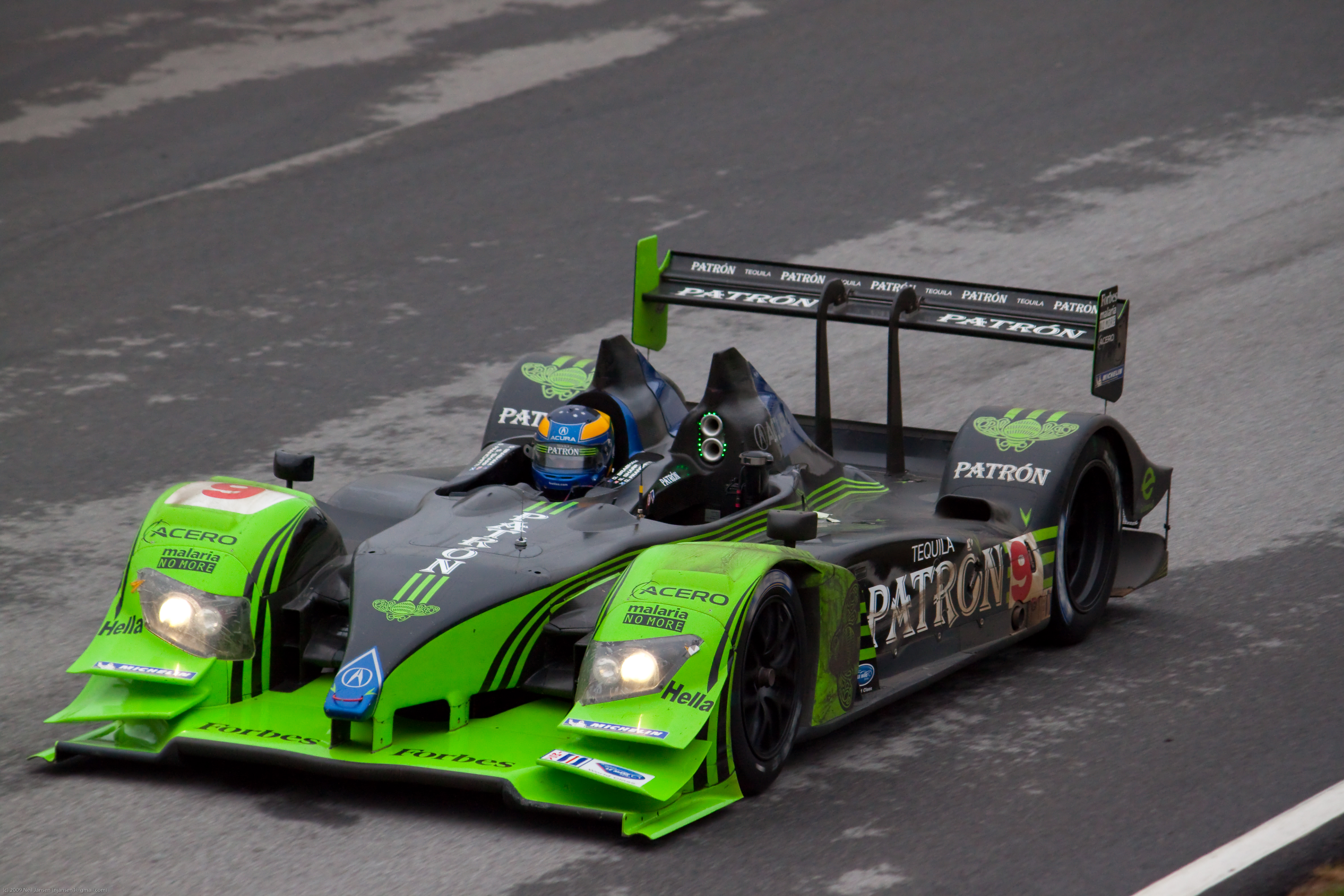
Petit Le Mans 2009

Организация основана американским автогонщиком Данконом Дайтоном в 1989 году для участия в гонках исторических автомобилей. Однако вскоре команда начинает плавно переходит в гонки современных автомобилей. Первым шагом стало участие в USAC Формуле-Форд в 1994 году. В 2003 году Данкон заключает альянс с Intersport Racing и дебютирует в ALMS. С 2006 года Дайтон выставляет в серии собственную команду.

### ALMS
Перед сезоном-2006 Highcroft приобретает MG-Lola EX257 команды Dyson Racing и подаёт самостоятельную заявку. Проведя год на неполном расписании Highcroft отмечается третьим местом в Petit Le Mans.
В межсезонье Дайтону удалось уговорить представителей концерна Honda предоставить именно его команде одно из дебютирующих в серии шасси Acura ARX-01.
В сезоне-2007 команда впервые выступила на полном расписании. Первый успех пришёл на седьмом этапе — в Lime Rock Park. Болид Highcroft уступает лишь двум Porsche Penske Racing и финиширует третьим. В целом в том сезоне команда лишь дважды не попала в очки и завершила год третьей в LMP2.
Перед сезоном-2008 Highcroft подписал контракт с новым титульным спонсором — мексиканским производителем элитных сортов текилы.
Сам же сезон был ознаменован первой победой (как команды, так и шасси Acura) в абсолютном зачете в рамках этапа серии — на этапе в Юте Highcroft опережает два экипажа Penske и один — команды Audi. До конца годы команда отмечается на втором месте в Детройте. По итогам года команда делает шаг вперёд в общем зачёте класса LMP2 и уверенно становится лучшим коллективом на Acura.

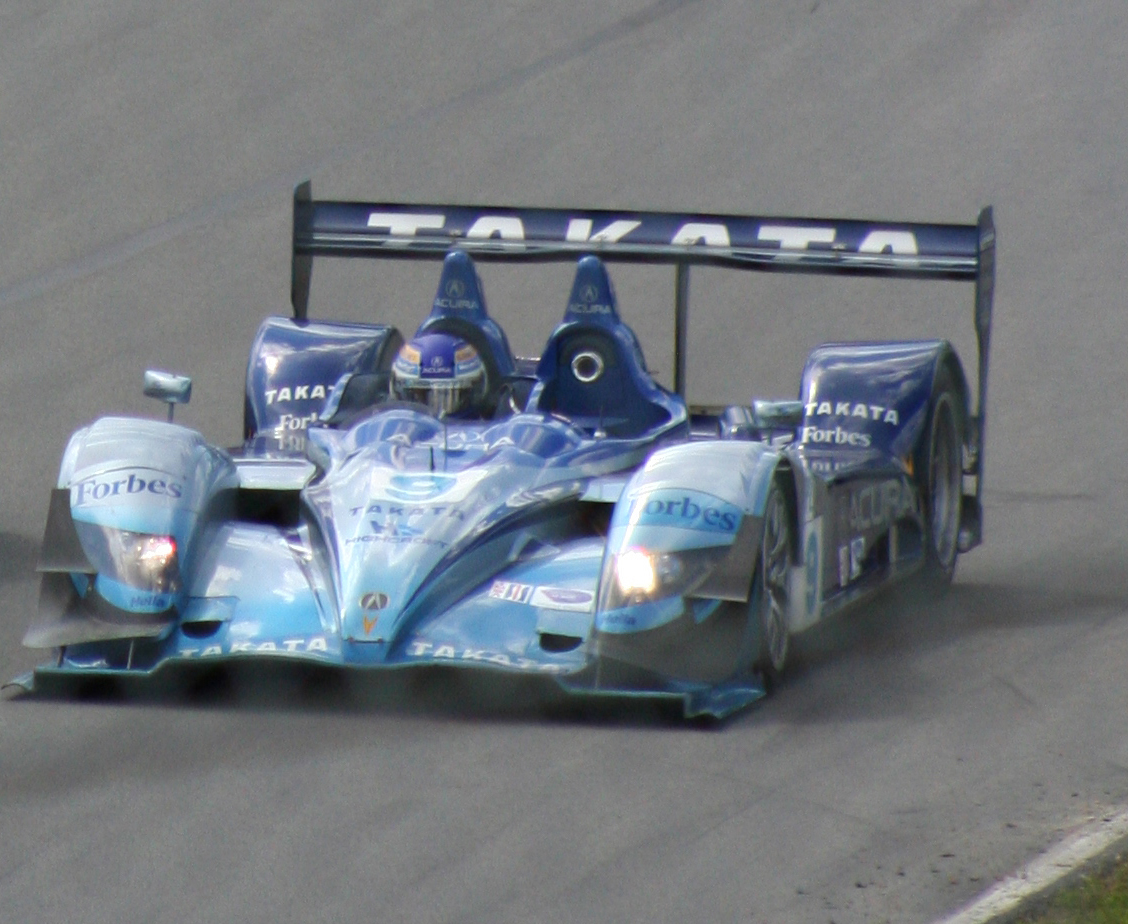
ARX-01a

Успехи в сезоне-2008 позволили продлить отношения с Honda. Перед новым сезоном японцы предоставили коллективу из Коннектикута новое шасси — Acura ARX-02a. это техническое обновление позволило коллективу Дайтона перейтив старший класс — в LMP1. Основные противники по прошлым сезонам — Audi и Penske кто покинул серию, а кто появлялся лишь на единичных этапах. В итоге основным соперником стал новичок сезона и вторая команда, использовавшая Acura ARX-02a — коллектив de Ferran Motorsports. Команда экс-победителя Indy 500 оказалась менее стабильной (3 схода по ходу сезона оказались слишком большим гандикапом) и проиграла чемпионат с разницей в 17 очков (при том, что по числу побед коллектив бразильца был впереди — 5-3).
Перед сезоном-2010 де Ферран закрыл проект в ALMS и ушёл в IRL IndyCar. Highcroft же вернулся к предыдущей модификации техники от Honda — шасси HPD ARX-01C (модифицированной Acura ARX-01). Шарп создал собственную команду в одной из младших категорий, а на его место, из de Ferran Motorsport пришёл Симон Пажно.
Техника бывшего LMP2 заметно уступала конкурентам на быстрых участках, однако за счёт того, что модифицированное шасси оказалось не просто быстрее соперников на медленных участках, но и необычно не подверженным различного рода серьёзным механическим неполадкам, команда уверенно раз за разом финишировала в верхней части классификации. Брэбэм и Пажно одержали три победы и, не за долго то конца чемпионата уверенно лидировала в чемпионате.

### 24 часа Ле-Мана
Завоёванный в 2009-м титул в ALMS позволил дебютировать на кольце Сарте. Highcroft заявился в ту же категорию, где выступал в том сезоне в Северной Америке. Трио Брэбэм / Франкитти / Вернер добыло второе место в своём классе в квалификации, но в гонке темп поддержать не удалось — многочисленные проблемы стоили более сотни кругов отставания и привели лишь на 25-е место на финише.

## Пилоты, когда-либо выступавшие за команду

### Американская серия Ле-Ман
|    | Пилот         | Годы      |
| -- | ------------- | --------- |
| 1. | Витор Мейра   | 2006      |
| 2. | Грегор Фискен | 2006      |
| 3. | Энди Уоллас   | 2006      |
| 4. | Мемо Гидли    | 2006      |
| 5. | Данкан Дайтон | 2006-2007 |
| 6. | Ричард Кнуп   | 2006-2007 |
| 7. | Дэвид Брэбэм  | 2007-2010 |

|     | Пилот            | Годы      |
| --- | ---------------- | --------- |
| 8.  | Робби Керр       | 2007      |
| 9.  | Стефан Йоханссон | 2007-2008 |
| 10. | Дарио Франкитти  | 2008      |
| 11. | Скотт Шарп       | 2008-2009 |
| 12. | Марино Франкитти | 2010      |
| 13. | Симон Пажно      | 2010      |

### 24 часа Ле-Мана
|    | Пилот            | Годы |
| -- | ---------------- | ---- |
| 1. | Дэвид Брэбэм     | 2010 |
| 2. | Марино Франкитти | 2010 |
| 3. | Марко Вернер     | 2010 |